# Carl Gustaf Wijkström
Carl Gustaf Wijkström, född 20 februari 1800 i Nedertorneå församling, död 31 december 1887 i Hietaniemi församling, var en svensk präst.
Wijkström föddes i Nedertorneå under fadern Johan Wijkströms komministratur där; senare blev denne kyrkoherde i Övertorneå. Han blev student vid Uppsala universitet 1819 och prästvigdes 1823 i Stockholm, varvid han förordnades till vakanspredikant i Hietaniemi, som då var annex till Övertorneå. I januari 1824 blev han komminister i Hietaniemi, där alltså fadern var kyrkoherde.
Wijkström kom att uppmärksammas i en mycket långdragen rättsprocess som inleddes 1843 då han inför häradsrätten anklagades för flera förbrytelser mot sjätte budet. År 1849 hänvisade konsistoriet i Härnösand ärendet till Justititekanslern och i oktober 1855 förklarade domkapitlet honom förlustig prästämbetet, varefter Kunglig Majestät 1857 fastställde beslutet.
Wijkström var gift första gången med Hedvig Sofia Dahl, som var dotter till häradshövdingen Zacharias Dahl, och andra gången med Margareta Elisabeth Bergenstråhle, vilken var dotter till majoren Gustaf Adolf Bergenstråhle i Haparanda. Andra hustrun avled 1840 och Wijkström var alltså änkling under processen om brott mot sjätte budet. Av tre söner i första giftet blev en son präst i Stockholm.